# Takkarist McKinley
Takkarist Jaune McKinley (* 2. November 1995 in Oakland, Kalifornien) ist ein US-amerikanischer American-Football-Spieler auf der Position des Defensive End in der National Football League (NFL). Von 2017 bis 2020 stand er bei den Atlanta Falcons unter Vertrag. Zurzeit spielt McKinley für die New York Jets.

## Frühe Jahre
McKinley ging auf die Highschool in Richmond, Kalifornien. Später ging er zunächst auf die University of California, Berkeley, dann auf das Contra Costa College und wurde schließlich 2014 zu der University of California, Los Angeles transferiert.

## NFL
McKinley wurde im NFL-Draft 2017 in der ersten Runde an 26. Stelle von den Atlanta Falcons ausgewählt. Am 11. Mai 2017 unterschrieb er einen Vierjahresvertrag bei den Falcons. Am dritten Spieltag in seinem ersten Jahr, im Spiel gegen die Detroit Lions, konnte er seinen ersten Sack verzeichnen. Insgesamt erzielte er in seiner ersten Saison sechs Sacks und erzwang außerdem noch zwei Fumbles.
In 49 Spielen für die Falcons erzielte McKinley 17,5 Sacks. Am 9. November 2020 wurde er entlassen. Zuvor hatte er erfolglos einen Trade verlangt.
Daraufhin nahmen die Cincinnati Bengals McKinley über die Waiver-Liste unter Vertrag. Nach nur sechs Tagen wurde er wegen eines gescheiterten Medizinchecks wieder entlassen. Danach wurde McKinley von den San Francisco 49ers verpflichtet. Dort wurde er ebenfalls aufgrund eines gescheiterten Medizintests wieder entlassen. Daraufhin verpflichteten ihn die Las Vegas Raiders. Dort wurde er nicht entlassen, sondern auf die Injured Reserve List gesetzt.
Im März 2021 nahmen die Cleveland Browns McKinley unter Vertrag. In elf Spielen verzeichnete er 18 Tackles und 2,5 Sacks. Am 15. Spieltag zog er sich einen Achillessehnenriss zu und fiel daher für den Rest der Saison aus. Im September 2022 schloss McKinley sich dem Practice Squad der Tennessee Titans an. Wenig später nahmen die Los Angeles Rams ihn am 21. September für ihren aktiven Kader unter Vertrag. Er kam in vier Spielen für die Rams zum Einsatz und wurde am 18. Oktober entlassen.
Am 16. November 2022 nahmen die Dallas Cowboys McKinley in ihren Practice Squad auf. Er unterschrieb für die Saison 2023 einen neuen Vertrag in Dallas, wurde aber vor Saisonbeginn am 9. Juni 2023 entlassen. Am 13. Juni 2024 nahmen die New York Jets McKinley nach einem Probetraining unter Vertrag.